# Список изъятой литературы
Список изъятой литературы (нем. Liste der auszusondernden Literatur) — наименование издаваемых Германским управлением народного образования в Советской зоне оккупации публикаций в виде отдельных томов в 1946, 1947 и 1948 годах, а также министерством народного образования ГДР списков литературы милитаристского и национал-социалистического содержания, изданной до 1945 года включительно, которая на территории восточной Германии изымалась из общественного пользования и системы образования.

## История
В отличие от составленных нацистами Списков запрещённых авторов, Список изъятой литературы появился совершенно официально и открыто, и был с одобрением встречен как в Восточной Германии, так и за её пределами. Впрочем, отдельные тома «Списка» были подготовлены и изданы лейпцигской Немецкой библиотекой, которая ранее по заказу нацистской Партийной контрольной комиссии по защите национал-социалистического писательства (Parteiamtliche Prüfungskommission zum Schutze des nationalsozialistischen Schrifttums) составляла списки литературы, соответствующей духу национал-социализма, и согласуясь с которыми затем нацисты запрещали «вредную», с их точки зрения, литературу. Лейпцигская библиотека, понёсшая наименьшие потери и насчитывавшая по окончании Второй мировой войны около 2 миллионов томов, выполнила главную работу по составлению «Списка», куда были внесены 35 000 наименований.
В 1946—1953 годах в этот цензурированный список, кроме известной художественной пронацистской «соответствующей духу национал-социализма» литературы, вошли также издания нацистской пропагандистской литературы; книги, популяризующие нацистские военное и расовое законодательство; книги, в которых изображались знаки, символы и эмблемы национал-социалистических организаций, а также содержащие указания к производству взрывчатых веществ и оружия и созданию военизированных подразделений. Вся эта литература не подлежала выдаче в Народных библиотеках, запрещалась к переизданию и изымалась из продажи с тем, чтобы предотвратить возможность скрытого самовооружения населения и избежать террористических акций.
Кроме этого, согласно первому изданию «Списка» от 1946 года, подлежали изъятию из обращения все книги следующих групп, без упоминания отдельных наименований в «Списке»:
- Национал-социалистическая специальная литература карманного формата, как то: издания для служебного пользования для СС, СД, СА, Гитлерюгенд и т. д., сборники сообщений и постановлений национал-социалистических партийных органов, сборники пропагандистских стихотворений национал-социалистического содержания и т. п. издания, признаваемые национал-социалистическим идеологическим материалом.
- Служебные документы вермахта, люфтваффе, немецко-фашистского ВМФ и Трудового фронта Рейха, включая инструкции, предписания и т. п.
- Вышедшие из печати во время и после окончания военных действий Первой мировой войны (1914—1918) героизирующие описания боёв и ведения боевых действий отдельных германских полков, батальонов и других воинских подразделений
- Напечатанные во время Первой мировой войны и после неё пропагандистские материалы — в том числе милитаристскую популяризаторскую «общеобразовательную» литературу, фронтовые сообщения, сборники молитв армейских пасторов «за победу германского оружия», пропагандистские стихотворения о войне и т. п.
- Книги, содержащие чертежи самолётов, военных кораблей и прочей военной техники, снабжённые инструкциями по производству оной
- Брошюры и листовки, касающиеся Версальского мира, в которых имелись призывы к его насильственному преодолению
- Школьные учебники периода 1933—1945 годов (из числа учебников как правило не изымались школьные издания по немецкой литературе, учебники по религии, иностранным языкам, математике и логарифмические таблицы, а также словари).

«Список» в первую очередь служил изъятию из фондов общественного пользования государственных библиотек в Восточной Германии подобного рода идеологически подозрительной литературы. В значительной части эта «изъятая» литература была отправлена на макулатуру, частично же была занесена в особые каталоги и помещена в спецхраны и отделы для служебного пользования лицами, имевшими для этого особый допуск.
Составленные в Восточной Германии Списки изъятой литературы не имели обязывающего действия в западных зонах оккупации Германии. В то же время в 1947 году в британской зоне был также составлен свой «Список нежелательных сочинений», книги из которого предоставлялись только по служебному предписанию. Подобная же работа по каталогизации национал-социалистической литературы была предпринята в 1951 году министерством культуры западногерманской земли Северный Рейн-Вестфалия. В её список вошли порядка 20 тысяч наименований.
Введение в ГДР Списка изъятой литературы рассматривалось праворадикальными и милитаристскими кругами ФРГ как вопиющее нарушение свободы слова в Восточной Германии и проявление жесточайшей политической цензуры, и активно использовалось в антикоммунистической пропаганде. В то же время подобные списки были введены в 1946 году также и министерством образования Австрии.